# Elżbieta Aranowska
Elżbieta Maria Aranowska (ur. 3 maja 1943 w Warszawie, zm. 7 sierpnia 2020 tamże) – polska psycholog, prof. dr hab.

## Życiorys

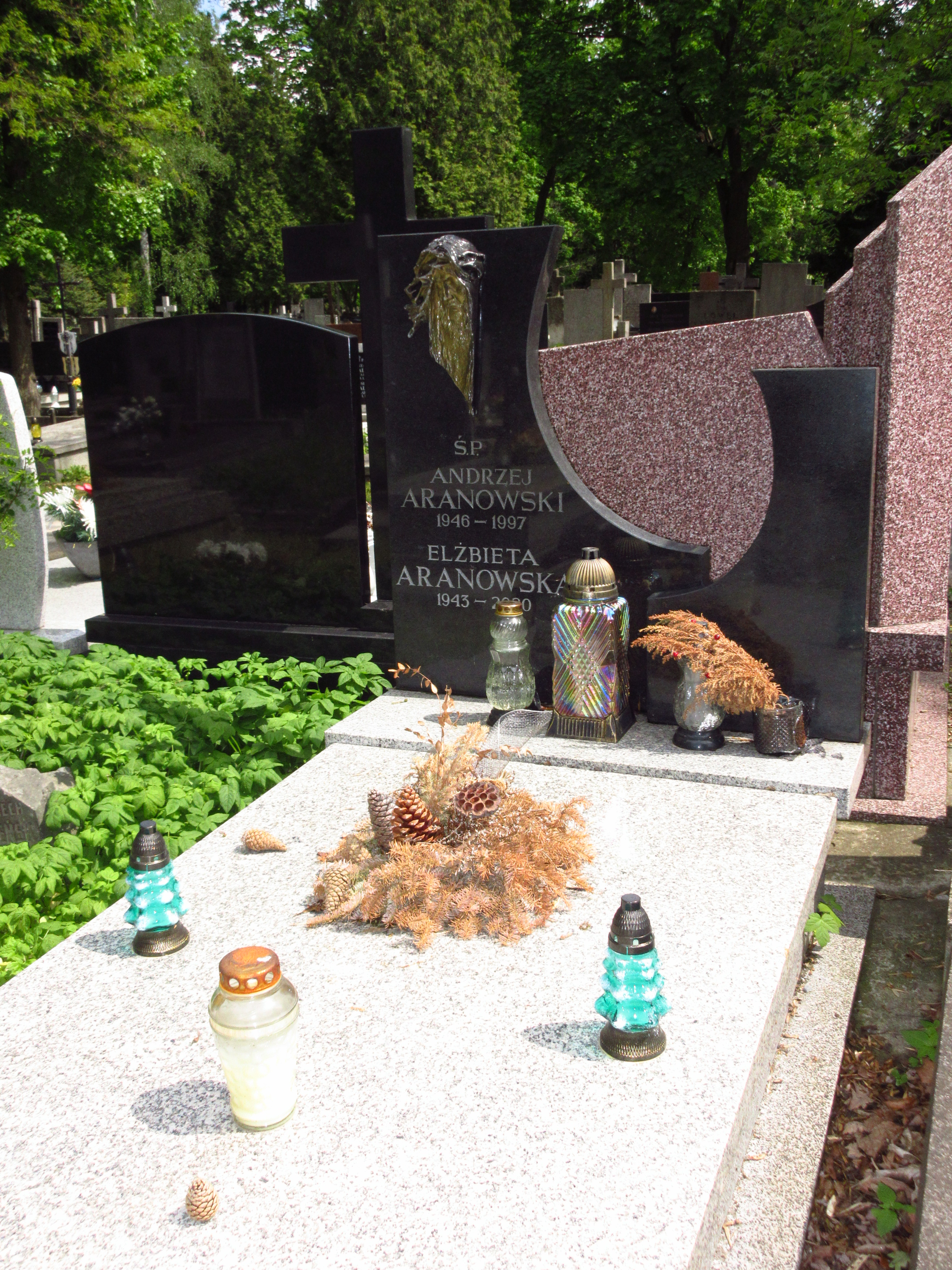
Grób profesor Elżbiety Aranowskiej na cmentarzu Bródnowskim

Córka Franciszka i Leokadii. W 1967 ukończyła studia psychologiczne na Uniwersytecie Warszawskim, 26 czerwca 1980 obroniła pracę doktorską Model formalny funkcjonowania zespołów naukowo-badawczych (promotor – Marian Mazur). 27 października 1997 habilitowała się na podstawie pracy zatytułowanej Metodologiczne problemy zastosowań modeli statystycznych w psychologii. Teoria i praktyka. 22 października 2007 nadano jej tytuł profesora w zakresie nauk humanistycznych.
Została zatrudniona na stanowisku profesora w Katedrze Akustyki Muzycznej na Wydziale Reżyserii Dźwięku Akademii Muzycznej im. Fryderyka Chopina i w Katedrze Metodologii Badań Psychologicznych na Wydziale Filozofii Chrześcijańskiej Uniwersytetu Kardynała Stefana Wyszyńskiego.
Była profesorem zwyczajnym w Katedrze Psychologii Poznawczej na Wydziale Psychologii Uniwersytetu Warszawskiego i w Instytucie  Psychologii Wyższej Szkole Administracji Publicznej im. Stanisława Staszica w Białymstoku.
W 2018 została odznaczona Złotym Krzyżem Zasługi.
Zmarła 7 sierpnia 2020. Pochowana na cmentarzu Bródnowskim (kwatera 59B-2-8).